# Insula Paștelui

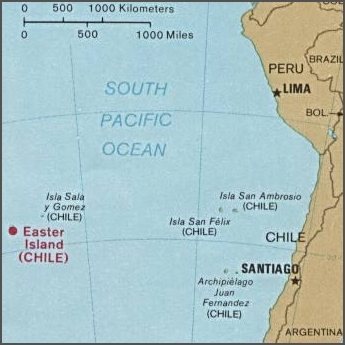
Insula Paștelui, Sala y Gómez, America de Sud și insulele din vecinătate

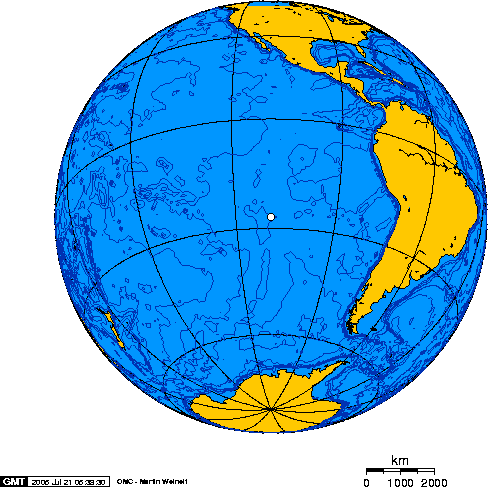
Proiecție ortografică centrată pe Insula Paștelui

Insula Paștelui (sau Rapa Nui) este o insulă polineziană din sud-estul Oceanului Pacific, aflată în cel mai sud-estic punct al triunghiului polinezian. Teritoriu special al statului Chile, anexată în 1888, Insula Paștelui este faimoasă pentru cele 887 de statui monumentale, denumite moai, statui a căror origine este încă necunoscută, fiind construite dintr-o marmură care nu se găseşte pe această insulă. Rapa Nui este considerată de către UNESCO drept patrimoniu universal, cea mai mare parte a insulei fiind declarată Parc Național (Parcul Național Rapa Nui). În urma degradădării din perioada modernă, insula a servit ca avertisment în ceea ce privește degradarea mediului și cea culturală, la care se poate ajunge prin exploatarea irațională a resurselor. În prezent această teorie este contestată de către etnografi și arheologi, care susțin că atât aducerea bolilor de către europeni cât și deportarea locuitorilor pe post de sclavi, sunt cauzele care au devastat populația indigenă în secolul XIX și au avut un impact social mult mai mare decât declinul mediului înconjurător. De asemenea, apariția de specii noi de animale pe insulă (cum ar fi șobolanii și oile), aduse de către coloniști, a avut un impact devastator asupra florei locale, care aproape că a dispărut între anii 1930-1960.

## Numele
Numele de „Insula Paștelui” a fost dat de către exploratorul olandez Jacob Roggeveen, primul vizitator european, care a descoperit insula în duminica Paștelui din 1722 în vreme ce căuta o altă insulă (Insula lui Davis) și a denumit-o Paasch-Eyland (Insula Paștelui în olandeză). Numele oficial al insulei, în limba spaniolă, este Isla de Pascua, ceea ce înseamnă chiar „Insula Paștelui”.
Numele în limba rapa nui al insulei, „Rapa Nui” sau „Marea Vâslă”, a fost monetizat în urma raidurilor efectuate de către căutătorii de sclavi din secolul XIX, datorită asemănării cu numele Rapa, care aparține unei insule din arhipelagul Bass din Polinezia Franceză (Rapa Iti sau Mica Rapa) Oricum, Thor Heyerdahl a susținut că, dimpotrivă, numele original era Rapa iar Rapa Iti era numele dat de către refugiați celeilalte insule.
Sunt câteva ipoteze care încearcă să precizeze care ar fi numele „originar” pentru Insula Paștelui, spre exemplu Te pito o te henua, adică „Buricul Pământului” sau „Capătul lumii”. Pito înseamnă și buric dar și cordon ombilical, iar insula era considerat a fi legătura dintre lumea celor vii (kainga) și lumea spirituală Po, care se afla în adâncurile oceanului, departe spre est. Atâta vreme cât Insula Paștelui este extremul estic al insulelor polineziene, este posibil ca numele să se refere la capătul lumii celor vii. După ce Alphonse Pinart, în lucrarea sa Voyage a l'Ile de Paques (1877), a tradus numele ca „Buricul Lumii”, al doilea înțeles al numelui s-a pierdut. Unele tradiții orale susțin că insula s-ar fi numit mai întâi Te pito o te kainga a Hau Maka, adică „Micul petec de pământ Hau Maka”. Un alt nume atribuit insulei, Mata-ki-Te-rangi, înseamnă „Ochiul care privește spre cer”.

## Localizare și geografia fizică a insulei
Insula Paștelui este una dintre cele mai izolate insule locuite. „Vecinul” cel mai apropiat și care este locuit este Insula Pitcairn, aflată la 2075 kilometri spre vest. Insula Paștelui se regăsește la aceeași latitudine cu orașul Caldera (Chile) și se află la 3510 kilometri distanță de coasta chiliană. Insula Salas y Gomez se află la 415 kilometri spre est, dar este nelocuită.
Rapa Nui are o lungime de 24,6 kilometri și o lățime maximă de 12,3 kilometri, iar forma sa este asemănătoare unui triunghi. Suprafața insulei este de 163,6  km² și o altitudine maximă de 507 metri. În interiorul insulei se găsesc trei Rano (lacuri vulcanice cu apă dulce): Rano Kau în extremitatea sud vestică, Rano Raraku în est și Rano Aroi în vecinătatea vârfului Terevaka (507,41 metri), dar nu există nici un curs de apă permanent.

## Clima și vremea
Insula Paștelui are un climat umed subtropical (subtropical maritim). Cele mai joase temperaturi (în jur de 18 °C) se înregistrează în iulie și în august iar cele mai ridicate (în jur de 28 °C ) se înregistrează în februarie adică în sezonul de vară al emisferei sudice. Iernile sunt blânde. Luna cea mai ploiasă este aprilie și nu există un anotimp secetos. Precipitațiile au un nivel mediu anual de 1118 milimetri și, ocazional, pot surveni ploi torențiale, mai ales iarna (iunie – august). Insula este expusă în permanență vânturilor, ceea ce duce la o temperatură ambiantă mai scăzută decât este obișnuit la această latitudine. Deoarece insula se află poziționată în Anticiclonul Pacificului de Sud și în afara zonei de convergență intertropicale, aici nu apar furtuni de tip tropical (cicloane și uragane).

## Geologie
Insula Paștelui este o insulă vulcanică, creată de trei vulcani foarte apropiați, acum stinși. Terevaka este cel mai masiv dintre aceștia și se află în partea de nord. Ceilalți doi vulcani, Poike și Rano Kau, se află dispuși la est și sud împreună dând forma caracteristică, de triunghi, a insulei. Există, de asemenea, numeroase alte cratere secundare (Rano Raraku, Puna Pau) precum și peșteri vulcanice, inlcusiv galerii săpate în trecut de lavă. Inițial Poike a fost o insulă separată, dar materialul vulcanic aruncat de Terevaka a dus, cu timpul, la unirea cu Insula Paștelui. Rapa Nui este bogată în roci bazaltice și hawait, minerale bogate în fier și care prezintă o asemănare remarcabilă cu rocile magmatice din Arhipelagul Galapagos.
Insula Paștelui, împreună cu insulițele din preajmă (Motu Nui, Motu Iti), reprezintă piscul unui vulcan submarin care se ridică la peste două mii de metri deasupra fundului oceanului. Insula Paștelui face parte din creasta Sala y Gomez, un lanț muntos submarin care începe cu muntele Pukao și continuă cu muntele Moai, munți submarini aflați la vest de Insula Paștelui, și se întinde 2700 de kilometri spre est, către creasta Nazca.
Pukao, Moai și Insula Paștelui s-au format în ultimii 750.000 de ani iar cea mai recentă erupție a acestor vulcani a avut loc în urmă cu o sută de mii de ani. Aceștia sunt cei mai tineri munți din sistemul Sala y Gomez, sistem muntos care s-a format prin deplasarea Plăcii Nazca peste zona vulcanică din regiunea Insulei Paștelui. Alte ipoteze cu privire la formarea insulei iau în considerare activitatea vulcanică din zona de fractură geologică în care se află situată insula. Oricum, din toată creasta Sala y Gomez, doar Insula Paștelui, câteva insulițe învecinate precum și insula Sala y Gomez se ridică deasupra nivelului oceanului.
În prima jumătate a secolului XX au fost raportate emisii de abur din craterul Rano Kau, emisii care au fost și fotografiate de către administratorul insulei din acea vreme.  Conform geologilor, activitatea vulcanică din zonă s-a încheiat în urmă cu zece mii de ani.

## Istoria Insulei Paștelui
Istoria insulei Rapa Nui este frământată și controversată. Locuitorii săi au îndurat în decursul vremii perioade de foamete, epidemii, războaie civile, raiduri ale căutătorilor de sclavi, colonialism, despădurire aproape totală, declin demografic în câteva rânduri. Cu toate acestea, pascuanii au lăsat o moștenire culturală care le-a adus o faimă invers proporțională cu numărul lor.

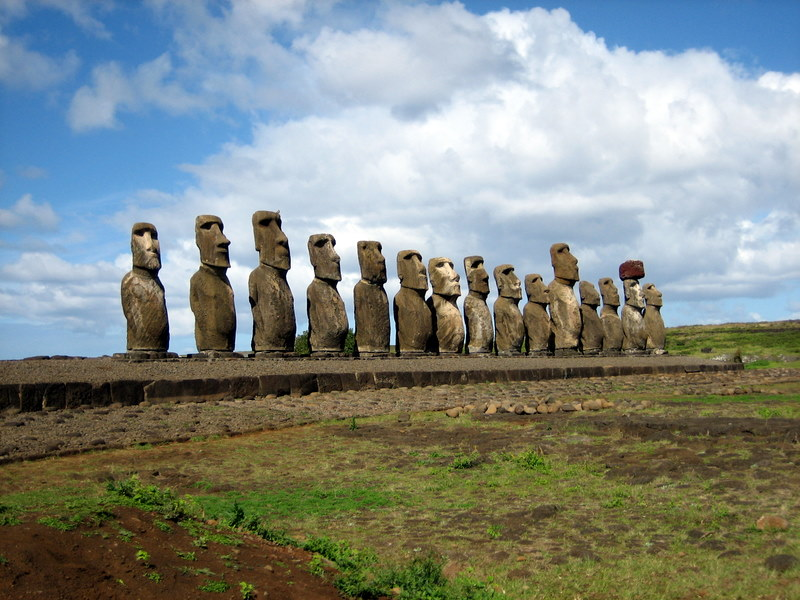
Ahu Tongariki în apropiere de Rano Raraku, 15 moai ahu dezgropate și restaurate în 1990

Multă vreme s-a considerat că insula a fost populată pentru prima dată în anii 300-400 era noastră, cam în aceiași perioadă în care oamenii au ajuns în Hawai. Datări recente prin metoda C14 (carbon radioactiv) au împins perioadele de colonizare din aproape întreaga Polinezie cu câteva secole mai târziu. Astfel acum este acceptat că primii coloniști ai insulei au sosit aici undeva între 700 și 1100 era noastră. Conform tradiției orale, prima așezare umană a fost ridicată lângă plaja Anakena. Într-un studiu recent, realizat de arheologii Terry Hunt și Carl Lipo, se susține următoare idee: „Datările prin radiocarbon pentru cele mai timpurii straturi arheologice la Anakena conduc la concluzia că insula a fost colonizată relativ târziu, în jurul anului 1200. Impactul ecologic major asupra mediului precum și ridicarea statuilor monumentale au început foarte repede după ce insula a fost populată”. Jared Diamond precizează în cartea sa „Collapse - How Societies Choose to Fail or Succeed” (2004) că zona plajei Anakena este locul de debarcare care oferă cel mai bun adăpost împotriva valurilor plus un loc ideal pentru ridicarea canoelor pe uscat sau lansarea acestora la apă, prin urmare, pare extrem de probabil ca primii coloniști să întemeieze aici o așezare. Aceste afirmații contrazic alte date arheologice care, tot prin metoda de datare cu C14, au arătat că alte situri preced colonizarea de la Anakena cu mulți ani, mai ale la Tahai, unde viețuirea umană pare a fi cu câteva sute de ani mai timpurie decât la Anakena.
Insula a fost, cel mai probabil, populată de către polinezieni care au ajuns acolo pe canoe sau catamarane. Acești navigatori au pornit fie din Insulele Marchize (la 3200 kilometri distanță) fie din Insulele Gambier (insula Mangareva, aflată la 2600 kilometri distanță). Atunci când căpitanul Cook a vizitat insula, unul dintre membrii echipajului său, care era polinezian din Bora Bora, a fost capabil să comunice cu locuitorii insulei. Limba cea mai asemănătoare cu pascuana este mangarevana: între cele două limbi se remarcă o similitudine de 80% în ceea ce privește vocabularul acestora. În 1999 a fost realizată o călătorie cu ambarcațiuni polineziene din insula Mangareva spre Insula Paștelui. Călătoria a durat 19 zile.

Conform tradițiilor orale consemnate de către misionari în anii 60 ai secolului XIX, la început exista pe insulă un sistem de clase foarte clar delimitate, având în frunte un „ariki” (marele șef) investit cu puteri depline peste celelalte nouă clanuri care erau conduse, fiecare, de către un alt șef. „Ariki” era cel mai în vârstă descendent direct al lui Hotu Matua, legendarul „descălecător”. Cel mai vizibil element al culturii pascuane este producția masivelor Moai, statui din rocă vulcanică a căror masă poate ajunge la sute de tone, și care reprezentau înaintașii zeificați ai locuitorilor insulei. Se credea că între cei vii și cei morți exista o legătură simbiotică prin care înaintașii asigurau celor vii tot ceea ce aceștia aveau nevoie (sănătate, recolte bogate, fertilitatea turmelor, noroc, etc.) iar aceștia din urmă, prin ofrandele lor, asigurau morților un loc mai bun în lumea spiritelor. Majoritatea așezărilor se regăsește în apropierea coastelor iar statuile Moai sunt înșirate la fel, pe toată întinderea coastelor insulei, cu fața spre interior, supraveghînd urmașii și cu spatele spre lumea spiritelor din ocean.
Pe măsură ce insula s-a suprapopulat iar resursele au scăzut, războinicii „Matatoa” au început să capete o influență din ce în ce mai mare. Astfel, cultul strămoșilor a decăzut și a făcut loc unei noi credințe: cultul Omului Pasăre care păstra conceptul inițial de legătură între cei vii și cei morți, dar această legătură nu mai era realizată prin statui ci prin intermediul unui ales dintre cei vii. Reprezentantul celor vii în relația cu lumea morților era ales în cadrul unei competiții în care zeul Makemake (creatorul oamenilor) juca un rol important. Această competiție presupunea ca pretendenții la titlul de om pasăre să înoate până la Motu Nui (o insuliță învecinată aflată la circa un kilometru de coastele Insulei Paștelui), prin apa infestată de rechini, și să revină de acolo cu un ou de pasăre și purificat spiritual. Katherine Routhledge (care a strâns în mod sistematic tradițiile insulei în decursul expediției sale din 1919) a arătat că întrecerea sau competiția prin care era desemnat omul pasăre (în limba rapanui: tangata manu) a început în jurul anului 1760, după ce primii europeni au vizitat insula, și s-a încheiat în 1878 odată cu ridicarea primei biserici de către misionarii catolici. Petroglifele reprezentând Oamenii Păsări din Insula Paștelui sunt identice cu petroglifele din Hawai, ceea ce indică faptul că primii coloniști au adus cu ei conceptul de om pasăre, dar competiția este singulară și o invenție târzie a pascuanilor.
Mărturiile europenilor care au vizitat insula între 1722 și 1770 menționează statuile, dar expediția lui Cook (1774) a consemnat faptul că unele statui zăceau trântite cu fața la pământ, răsturnate în decursul războaielor.

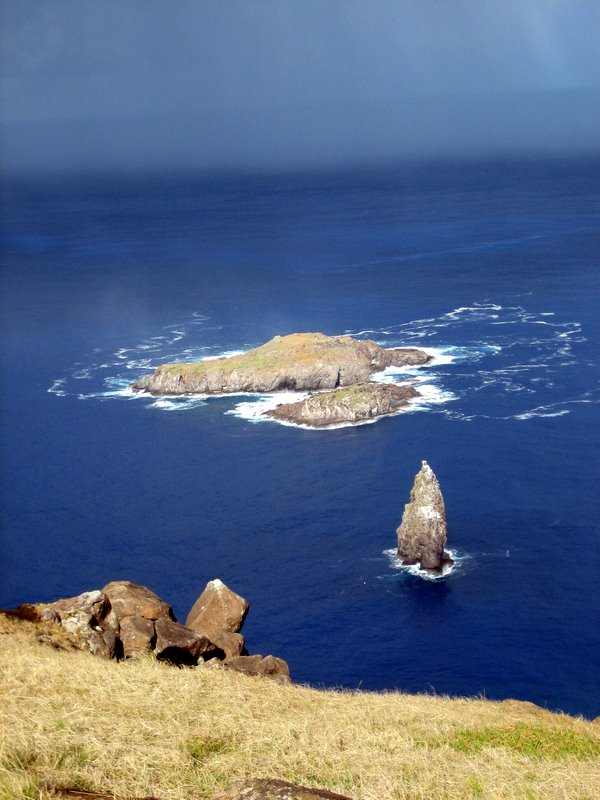
Insulița Motu Nui, componentă a ceremoniei cultului Omului Pasăre

Conform lui Diamond precum și a versiunii istorice a lui Heyerdahl, huri mo'ai - adică „răsturnarea statuilor” a continuat până în 1830, ca o consecință a războaielor civile. În 1838, singurele statui nerăsturnate se aflau pe pantele de la Rano Raraku și Hoa Hakananai'a (la Orongo, în sudul insulei) precum și pe Ariki Paro din Ahu Te Pito Kura (în nordul insulei). Oricum, există foarte puține indicii arheologice care să susțină ideea unui colaps al societății pascuane anterior venirii europenilor. De fapt, patologia osoasă și datele osteometrice colectate de la rămășițele umane anterioare venirii europenilor sugerează faptul că foarte puțini pascuani au avut parte de morți violente (Owsley et al., 1994).
Primul contact al europenilor cu Insula Paștelui s-a petrecut pe data de 5 aprilie, în duminica paștelui din anul 1722, atunci când navigatorul olandez Jacob Roggeveen a ajuns pe insulă. Popasul expediției conduse de Roggeveen a durat o săptămână, timp în care au fost culese primele date despre locuitori. Astfe, Roggeven estima numărul acestora între 2000 și 3000. Oricum, numărul putea fi mult mai mare având în vedere faptul că o parte dintre pascuani, speriați ca urmare a unui incident în care echipajul lui Roggeveen a deschis focul asupra locuitorilor, au preferat să se ascundă. Următorul contact cu europenii s-a petrecut în anul 1770, la 15 noiembrie, atunci când două corăbii spaniole, San Lorenzo și Santa Rosalia, au acostat la țărmul insulei. Vizitatorii din 1770 au menționat faptul că insula era necultivată pe largi suprafețe iar litoralul era plin de siluetele statuilor. Patru ani mai târziu, în 1774, exploratorul britanic James Cook ajunge pe Rapa Nui. Consemnările acestuia menționează statuile ca fiind în paragină iar câteva chiar trântite la pământ. În 1825, nava britanică Blossom ajunge la țărmul insulei. Rapoartele acestei expediții relatează că nici o statuie nu era în picioare în locurile pe care englezii le-au vizitat. Au existat mai multe încercări de debarcare pe insulă în decursul secolului XIX, dar lucuitorii acesteia au fost extrem de ostili la orice încercare de debarcare. Prin urmare, există foarte puține mărturii anterioare anului 1860.
O serie de evenimente devastatoare au dus apoi la deportarea sau la exterminarea aproape integrală a populației Insulei Paștelui. Astfel, în 1862 insula a cunoscut un raid al negustorilor peruvieni de sclavi. Răpirile au continuat timp de câteva luni, timp în care au fost capturați sau uciși circa 1500 de oameni, bărbați și femei, ceea ce reprezenta un procent însemnat din numărul total de locuitori. 
Printre locuitorii notabili care au fost capturați se regăsea și conducătorul suprem al insulei precum și moștenitorii săi, dar și pe cei care erau capabili să scrie și să citească inscripțiile rongorongo, singurele dovezi ale unei scrieri polineziene descoperite până acum. Atunci când traficanții de sclavi au fost obligați să-i repatrieze pe polinezienii răpiți dintr-o serie de insule din Pacific, au debarcat cu bună știință și purtători de variolă, fapt care a condus la o epidemie devastatoare ce s-a răspândit din Insula Paștelui până în Insulele Marchize. Populația pascuană s-a redus atât de mult încât morții nici nu mai erau îngropați. Tuberculoza, adusă pentru prima dată de către vânătorii de balene la mijlocul secolului XIX, făcuse deja primele victime atunci când o nouă epidemie a fost declanșată, involuntar, de către Eugene Eyraud, primul misionar creștin care a și murit, de altfel, de tuberculoză în 1867. În urma noului val de îmbolnăviri, un sfert din populația insulei a dispărut. În anii care au urmat, marii crecători de oi și misionarii au început să cumpere pământul care prisosea în urma reducerii populației, ceea ce a condus mai târziu la aprige confruntări între aceștia.

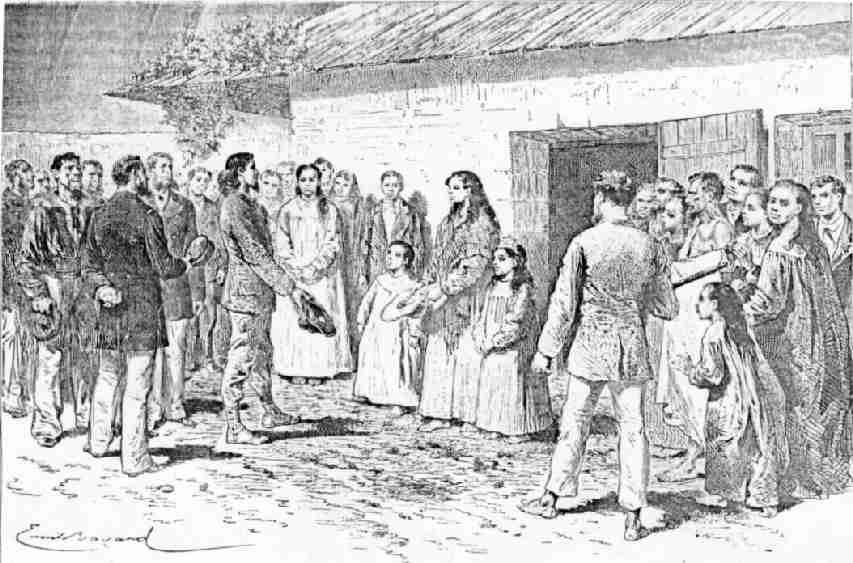
„Regina mamă” Koreto împreună cu fiicele sale: „Regina” Caroline și Harriette în 1877

Jean-Baptiste Dutrou-Bornier a cumpărat întreaga insulă mai puțin pământurile misionarilor de la Hanga Roa și a strămutat câteva sute de pascuani în Tahiti ca muncitori în slujba susținătorilor săi. În 1871 misionarii, aflați în conflict cu Dutrou-Bornier, au evacuat întreaga populație a insulei, mai puțin 171 de locuitori, în Insulele Gambier. Din cei 171 de nativi rămași pe loc, majoritatea era compusă din bătrâni. Șase ani mai târziu, în 1877, mai existau doar 111 pascuani pe insulă iar dintre aceștia doar 36 au avut urmași. Din acest moment populația insulei a cunoscut o creștere constantă. Dar, cu un procent de 97% dintre locuitori dispăruți într-un răstimp relativ scurt, aproape întreaga moștenire culturală a insulei s-a pierdut.
Insula Paștelui a fost anexată de către Chile pe data de 8 septembrie 1888 de către Policarpo Toro, prin „Tratatul de Anexare al Insulei” (Tratado de Anexión de la isla). Actul a fost semnat de către Toro, reprezentând guvernul chilian, și de către Atamu Tekena, desemnat ca „Rege” al Insulei Paștelui de către guvernul chilian. Unii dintre pascuani contestă, astăzi, validitatea acestui act.
Până în anii 60 ai secolului XX, pascuanii au fost forțați să locuiască în Hanga Roa în vreme ce restul insulei era închiriată de către Williamson-Balfour Company și folosită ca saivan și fermă pentru oi (până în 1953). Insula a fost apoi administrată de către Marina Chiliană până în 1966, moment în care insula a fost redeschisă în totalitate. În 1966, rapanuilor li s-a dat cetățenie chiliană.
În 2007, pe data de 30 iulie, o reformă constituțională a atribuit Insulei Paștelui și insulei Juan Fernández (cunoscută și sub numele de insula lui Robinson Crusoe) statutul de teritorii speciale ale statului Chile. Până la adoptarea unei carte speciale care să consfionțească acest lucru, insula va fi guvernată ca provincie a regiunii Valparaiso.

## Ecologia insulei

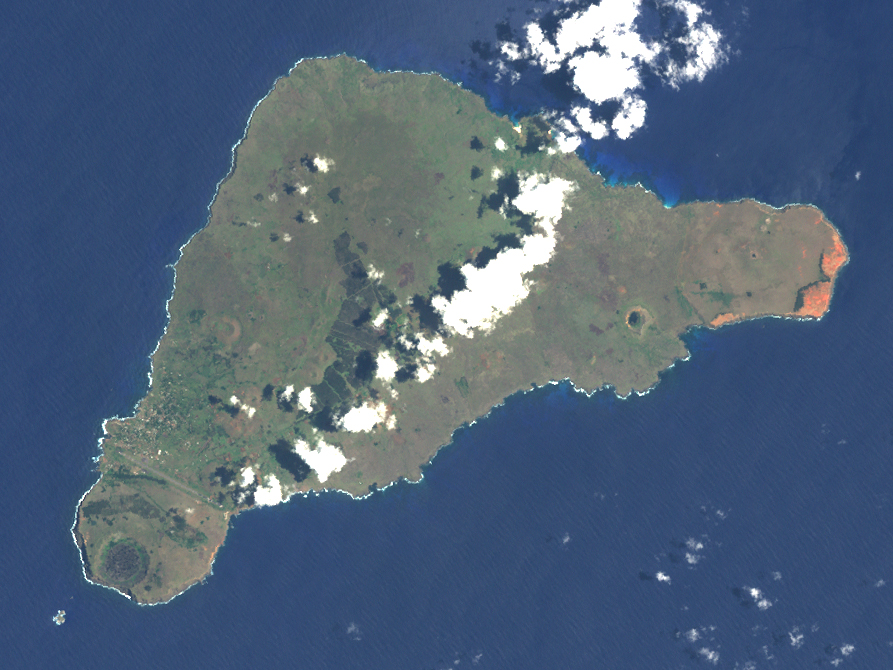
Vedere a Insulei Paștelui din spațiul cosmic, 2001. Peninsula Poike în dreapta.

Insula Paștelui, împreună cu insula Sala y Gomez (cel mai apropiat uscat aflat la circa 415 kilometri spre est), este recunoscută de către ecologiști ca fiind o ecoregiune distinctă: pădurile de foioase subtropicale Rapa Nui. În ziua de astăzi pădurile tropicale și subtropicale originale sunt dispărute, dar studiile paleobotanice ale polenului și ale mulajelor trunchiurilor de copaci întipărite în lavă, au indicat faptul că, în trecut, insula a avut o vegetație bogată care cuprindea o serie întreagă de specii de arbori, arbuști, ferigi și ierburi. Arborele dominant făcea parte dintr-o specie de palmier acum dispărută (Paschalococos disperta), înrudită cu palmierul de vin din Chile (Jubaea chiliensis). Acest palmier ajungea la maturitate în circa 100 de ani. Eforturile cercetătorului Tony Hunt, dar și ale altora, au demonstrat faptul că șobolanul polinezian, adus de primii coloniști, a avut un rol major în dispariția palmierului din Rapa Nui. Urme de dinți de șobolan pot fi văzute pe 99% dintre nucile descoperite în peșteri sau în diferite situri arheologice, ceea ce a dus la concluzia că șobolanul polinezian a împiedicat, practic, reproducerea acestor arbori. Acest lucru, plus faptul că multe zone au fost defrișate pentru a face loc noilor așezări au condus în cele din urmă la extincția palmierului din Rapa Nui acum circa 350 de ani. Arborele toromiro (Sophora toromiro), prezent cândva pe insulă, nu se mai regăsește în sălbăticie. Singurele locuri în care se mai regăsește acest arbore sunt Grădina Botanică Regală Kew (Marea Britanie) și Grădina Botanică din Göteborg. Arborii toromiro din aceste grădini își au originea în semințele culese de către exploratorul Thor Heyerdhal în anii 60 ai secolului trecut. În prezent se derulează un proiect de reîmpădurire a insulei cu toromiro plecând chiar de la acești arbori din grădinile botanice pomenite. Odată ce palmierii și toromiro au dispărut, ploile și-au redus mult volumul ca urmare a reducerii umezelii din sol și din aer. După ce insula a fost folosită ca să hrănească mii de oi timp de aproape o sută de ani, pe la mijlocul secolului trecut mare parte din suprafața insulei a fost acoperită cu pășuni și vegetație pitică. Malurile lacurilor vulcanice Rano Raku și Rano Kau sunt acoperite cu trestii. Prezența acestor trestii, numite totora în munții Anzi, a slujit drept argument în favoarea originii sud americane a constructorilor statuilor, dar analiza polenului din sedimentele lacustre au demonstrat că trestiile se aflau acolo de mai bine de 30.000 de ani. Înainte de sosirea primilor oameni, Insula Paștelui oferea adăpost unor colonii de păsări marine grupate în circa 30 de specii rezidente, colonii care astăzi sunt dispărute. Există mărturii fosile care atestă existența a cinci specii de păsări de uscat, și acestea dispărute.
O substanță imunosupresoare (sirolimus) a fost descoperită într-o bacterie, Streptomyces hygroscopicus, provenită dintr-o mostră de sol adusă de pe Insula Paștelui iar medicamentele obținute din aceste substanțe sunt cunoscute sub numele de rapamicină. Acestea sunt testate, în prezent, iar în urma testelor s-a descoperit că durata de viață a șoarecilor a crescut semnificativ.

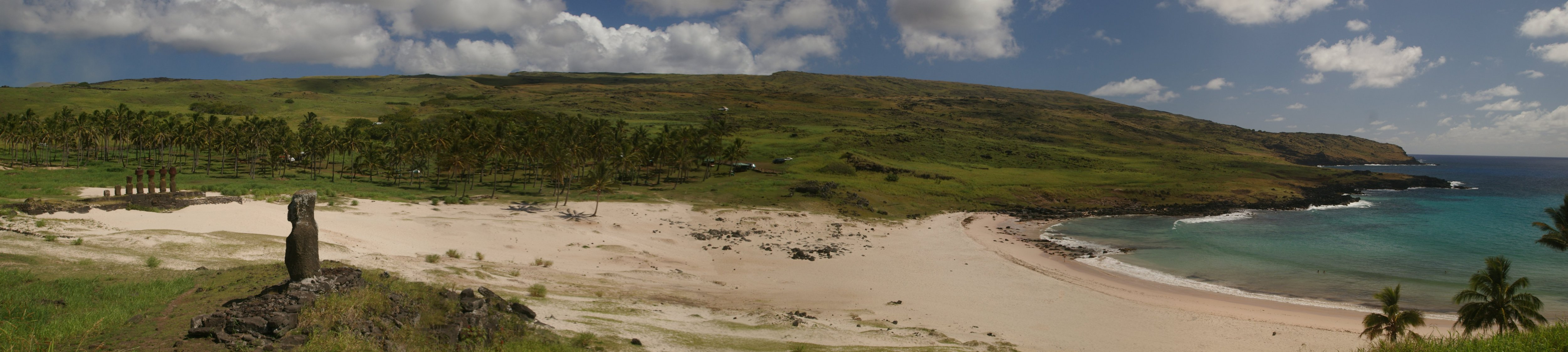
Panoramă a plajei Anakena, Insula Paștelui.
Statuile moai din imagine au fost primele ridicate pe verticală și așezate la locurile lor de către pascuani în 1955, folosind tehnicile străvechi.

Copacii sunt rari pe Insula Paștelui, din această pricină și crângurile naturale sunt greu de găsit și au fost controverse dacă despădurirea insulei a fost sau nu generată de eforturile locuitorilor de a-și ridica statuile sau din pricina suprapopulării. Arheologia experimentală a demonstrat că unele statui ar fi putut fi așezate pe niște structuri de lemn în formna literei „Y” numite miro mangua erua iar apoi ar fi putut fi târâte către locurile lor. Alte teorii iau în calcul folosirea unor șine din lemn sau chiar structuri în formă de scară, peste care statuile ar fi putut fi transportate și așezate în locurile lor. Dacă vechii pascuani au folosit palmieri la transportul statuilor, se ridică întrebarea de ce locuitorii insulei au sculptat cele mai mari statui spre sfârșitul secolului XVII, atunci când palmierii aproape că dispăruseră? Cum aveau de gând să le transporte de pe locul de execuție până la amplasamentul final al acestora? Tradițiile pascuane se referă, în sens metaforic, la o putere spirituală denumită mana și cu ajutorul căreia statuile putea fi făcute să „meargă” din carieră spre locuri dinainte alese.
Având în vedere latitudinea insulei, efectele climatice ale Micii Glaciațiuni (din 1650 până în 1850) ar fi putut exacerba defrișarea începută de locuitori. Totuși, această afirmație rămâne doar o speculație. Mulți cercetători, cum ar fi [Finney (1994), Hunter Anderson (1998), P.D. Nunn (1999, 2003), Orliac (1998)] au atras atenția asupra Micii Glaciațiuni ca fiind unul dintre factorii care au contribuit la suprasolicitarea resurselor insulei și astfel la dispariția palmierilor. Oricum, experții nu au căzut încă de acord asupra datei când palmierul Rapa Nui a dispărut.
În cartea sa Collapse, Jared Diamond respinge schimbările climatice din trecut ca fiind un factor decisiv în defrișarea insulei și oferă o altă explicație, susținând intervenția exclusiv umană. Influențat de interpretarea romantică a lui Thor Heyerdhal a istoriei insulei, Diamond arată că dispariția palmierilor pare a coincide cu declinul cuvilizației pascuane, declin survenit în secolele XVII și XVIII. Acest lucru este relaționat cu faptul că, în acea perioadă, pascuanii au încetat să mai facă statui și au început să distrugă ahu, adică platformele de piatră pe care se ridicau statuile. Numai că legătura aceasta este șubrezită de faptul că ritualurile cultului Omului Pasăre au supraviețuit și au continuat impactului devastator generat de sosirea exploratorilor, vânătorilor de balene, negustorilor de lemn de santal și raidurilor negustorilor de sclavi.
Conținutul gunoiului menajer fosilizat arată într-adevăr o cădere abruptă a cantității de oase de pește și de pasăre, ca și cum pascuanii nu ar mai fi avut mijloace să-și construiască ambarcațiuni iar păsările și-ar fi pierdut locurile de cuibărit. Eroziunea solului generată de lipsa copacilor este și ea prezentă în câteva locuri. Mostre de sedimente arată că aproape jumătate din speciile de plante native au dispărut iar structura vegetației a fost dramatic modificată. Dar polinezienii au fost la origine fermieri și nu pescari iar hrana lor era asigurată de culturile de bază (cartofi dulci, manioc, banane) în vreme ce carnea de pui era sursa de proteine cea mai importantă și nu carnea de pește. Au fost întâlnite numeroase cazuri de canibalism în mai toate insulele polineziene, și pe vreme de prosperitate și pe vreme de foamete. Așadar, cazurile de canibalism din Insula Paștelui (dovedite prin rămășițele umane asociate cu locurile de gătit, în special în peșteri) nu sunt o dovadă puternică în favoarea prăbușirii civilizației pascuane.

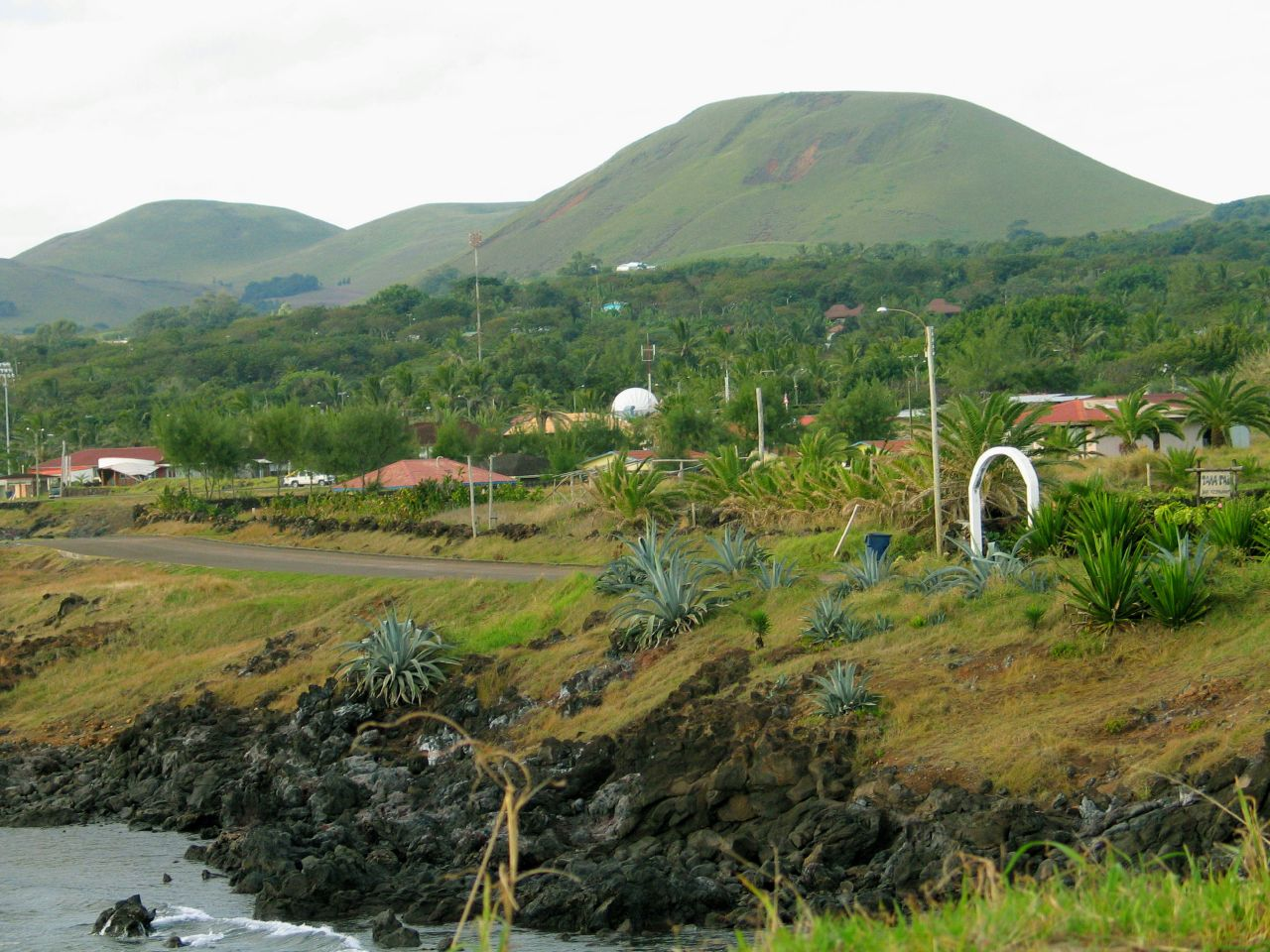
Vedere spre interiorul insulei

În articolul său „De la genocid la ecocid: abuzul Insulei Paștelui”, Benny Peiser remarcă probe în favoarea auto-suficienței insulei atunci când primii europeni au sosit acolo. Insula încă avea copaci, mai ales toromiro (care a dispărut în secolul XX probabil din cauza creșterii foarte lente a acestuia și a modificărilor de ecosistem). Cornelis Bouman, căpitanul corăbiei lui Jakob Roggeveen, a menționat în jurnalul său: „în afară de igname, banani și de mici palmieri de cocos, am văzut puține lucruri și nici un alt soi de copac sau de recolte”. Conform lui Carl Friedrich Behrens, unul dintre ofițerii lui Roggeveen, „...băștinașii ne-au oferit frunze de palmier în semn de pace”. După etnograful Alfred Metraux, cel mai răspândit tip de casă se numea „hare paenga”, cunoscut astăzi sub numele de „casa barcă” deoarece acoperișul aducea cu o barcă răsturnată. Fundația caselor era făcută din lespezi de bazalt îngropate și care aveau găuri pentru grinzile din lemn care asigurau legăturile dintre aceste lespezi pe toată suprafața casei. Apoi erau acoperite cu un strat de trestie peste care se așeza un alt strat format din frunze de trestie de zahăr peste care se așeza, în final, o rogojină împletită din iarbă. Au existat relatări ale unor europeni care au afirmat că au văzut „trunchiuri mari de palmier”. Peiser consideră aceste relatări ca un indiciu în favoarea existenței unui număr apreciabil de arbori relativ mari în acea perioadă, ceea ce contrazice afirmația de mai sus a lui Bouman. Ar trebui să se aibă în vedere faptul că plantațiile erau localizate mai degraba în interiorul insulei, la adăpost de puternicele vânturi sărate care afectează coastele insulei. În același timp este probabil ca puțini europeni să se fi aventurat în interiorul insulei, exemplu în acest sens fiind faptul că una dintre carierele de piatră aflate la doar un kilometru de țărm și care este străjuită de o stâncă de 100 de metri înălțime a fost explorată abia târziu în secolul XIX.
Insula Paștelui a suferit de puternice eroziuni ale solului în ultimul secol, eroziuni agravate de agricultură și de despăduririle masive. Acest proces de eroziune a fost unul treptat și a fost amplificat în cele din urmă și din pricina creșterii extensive a oilor de către Williamson-Balfour Company pe aproape toată durata secolului XX. Jakob Roggeveen a remarcat faptul că Insula Paștelui avea un sol cu o fertilitate excepțională. „Singurele animale pe care ei (pascuanii) le cresc sunt orătăniile domestice. Ei cultivă banane, trestie de zahăr, dar mai ales cartofi dulci”. În anul 1786, Jean-François de Galaup, conte de La Pérouse, a vizitat insula, ocazie cu care grădinarul său a declarat că „trei zile de muncă pe an” ar fi suficiente pentru a întreține populația insulei.
Rollin, unul dintre membrii expediției La Pérouse din 1786, a scris „În loc să descoperim o populație epuizată de foame... am găsit, dimpotrivă, o populație numeroasă, cu multă grație și frumusețe față de ce am descoperit în alte insule. Solul necesită foarte puțină muncă și oferă recolte excelente și abundente, cu mult peste necesarul locuitorilor”.
Conform lui Diamond, tradițiile orale (a căroro veridicitate a fost pusă la îndoială de către Routhledge, Lavachery, Mètraux, Peiser și alții) ale pascuanilor de astăzi par obsedate de canibalism, ceea ce în opinia sa sugerează un motiv major care a dus la prăbușirea rapidă a civilizației din insulă. Spre exemplu, el a observat (Diamond, 1995) că o insultă foarte gravă pe insulă este atunci când cineva spune „Carnea mamei tale a rămas între dinții mei”. Aceasta, afirma Diamond, înseamnă că, în cele din urmă, proviziile de hrană ale populației inuslei s-au epuizat la un moment dat.
Totuși, canibalismul era răspândit în cultura ploineziană, astfel concluzia lui Diamond pare mai degrabă speculativă. Nu au fost descoperite oase umane în vetrele de pământ în afară de cele din locurile în care se desfășurau serviciile religioase. Acest lucru indică faptul că practicarea canibalismului în Insula Paștelui era doar un obicei ritual. Cercetări etnografice recente au demonstrat că urmele practicării canibalismului sunt extrem de rare (cel puțin ca fenomen larg răspândit) în întreaga insulă, indiferent de epoca istorică (Flenley și Bahn, 2003). Astfel nu pare deloc surprinzător faptul că, în 1914 cu ocazia primei expediții științifice din insulă, indigenii au respins categoric teoriile care afirmau că locuitorii sau strămoșii lor au practicat vreodată canibalismul (Routledge, 1919).

## Cultura

### Mitologia
Cele mai importante mituri sunt:
- Tangata manu, cultul Omului Pasăre, practicat până în deceniul șapte al secolului XIX.
- Makemake, o zeitate majoră.
- Aku-aku, păzitorii peșterilor sacre.
- Moai-kava-kava, duhurile Hanau epe (urechile lungi.)
- Hekai ite umu pare haonga takapu Hanau epe kai noruego, incantația prin care se îmbunează aku-aku înainte de a intra în peșterile sacre.

### Folosirea pietrei
Pascuanii au dezvoltat o civilizație cu caracteristici ale Epocii de Piatră prin folosirea extensivă a câtorva tipuri diferite de piatră.
- Bazalt, o piatră dură și densă, folosită pentru toki și cel puțin pentru unul dintre moai (Hoa Hakananai).
- Obsidian, sticlă vulcanică folosită la decorarea statuilor (irisul negru al ochilor de moai).
- Tuf vulcanic roșu de la Puna Pau, o piatră poroasă folosită la câțiva moai.
- Tuf de la Rano Raraku, folosit la majoritatea moai-ilor.

#### Moai (statuile)
Marile statui de piatră denumite moai și pentru care Insula Paștelui este faimoasă, au fost sculptate între anii 1100 și 1680 (interval obținut prin datare cu radio-carbon). Până acum a fost inventariat un total de 887 de statui monolitice (dintr-un singur bloc de piatră) aflate fie pe insulă fie în diferite muzee.. Deși adesea cunoscute sub numele de „Capetele din Insula Paștelui” statuile sunt de fapt reprezentări complete de torsuri sau de figuri îngenunchiate și cu mâinile petrecute peste abdomen. Unele statui moai au fost îngropate până la gât în decursul timpului din pricina alunecărilor de teren.
Aproape toate statuile moai (95%) au fost sculptate în roci din cenușă vulcanică solidificată sau în tuf provenit dintr-un singur loc din craterul vulcanului Rano Raraku, acum stins. Nativii care le-au sculptat au utilizat doar dălți din piatră făurite din bazalt, dintre care unele se mai găsesc abandonate în cariera de piatră. Dălțile din piatră erau ascuțite prin cioplire. Pietrele vulcanice din care erau sculptate statuile erai mai întâi umezite iar apoi, în timpul procesului de sculptare erau udate periodic. Lucrul la statui era făcut în echipe numeroase, simultan la mai multe statui. O singură echipă compusă din cinci sau șase oameni ar fi avut nevoie de un an pentru sculptarea unui singur moai. Fiecare statuie reprezenta liderul decedat al unui neam sau familie extinsă.

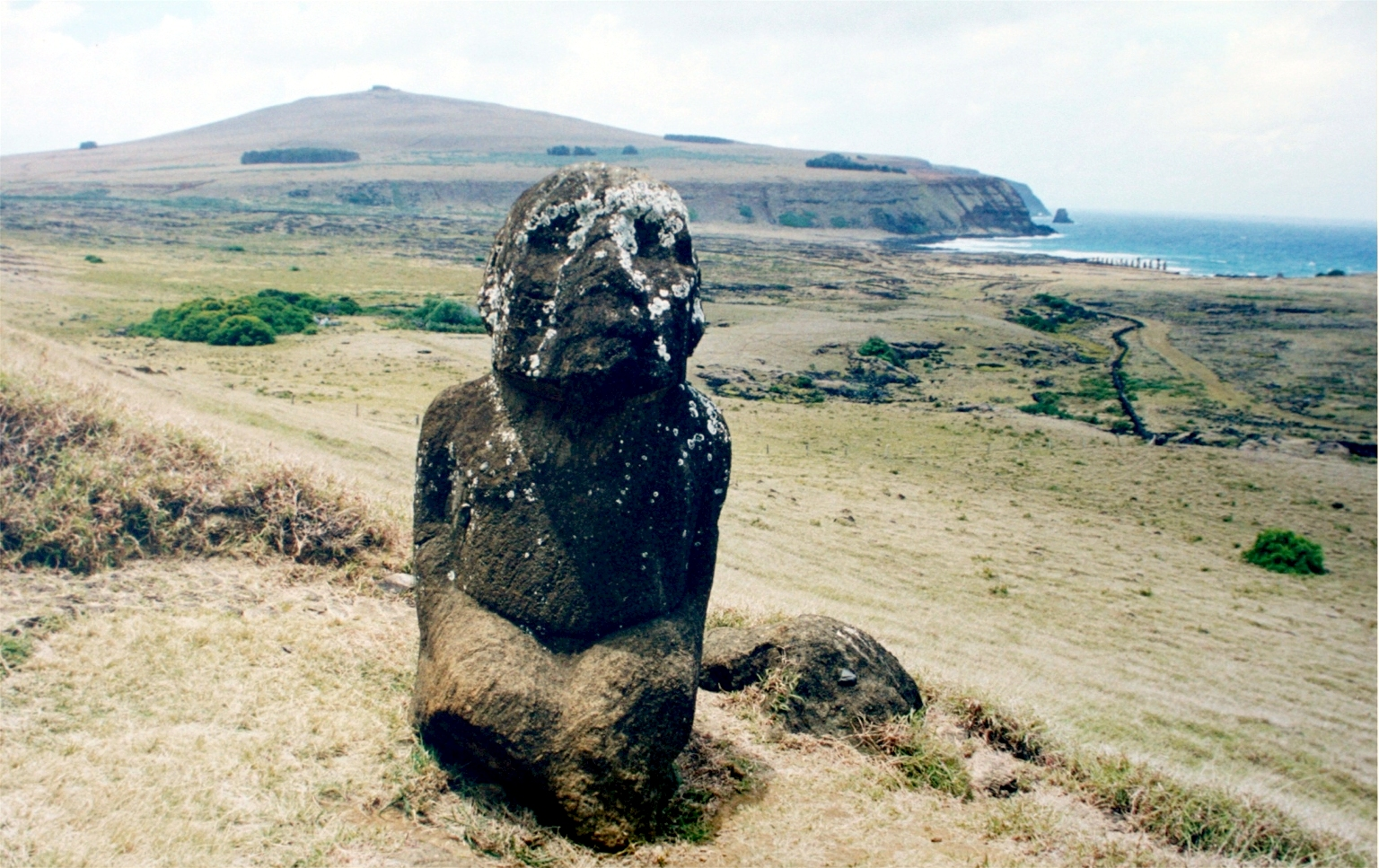
Tukuturi, un moai mai puțin obișnuit: purtând barbă

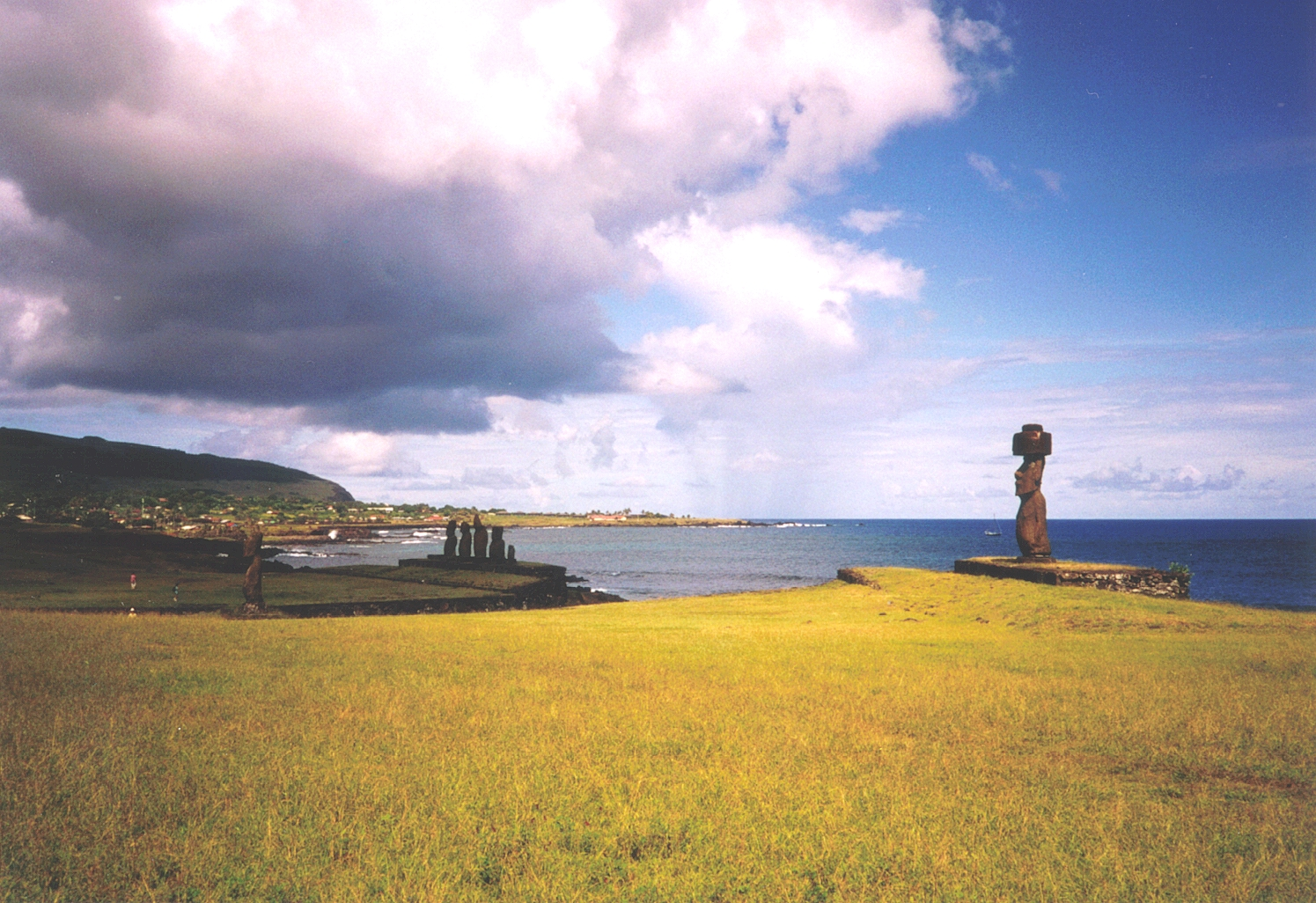
Două ahu la Hanga Roa. În plan apropiat Ahu Ko Te Riku (cu un pukao pe cap). În plan mijlociu o vedere laterală a unei ahu cu cinci moai

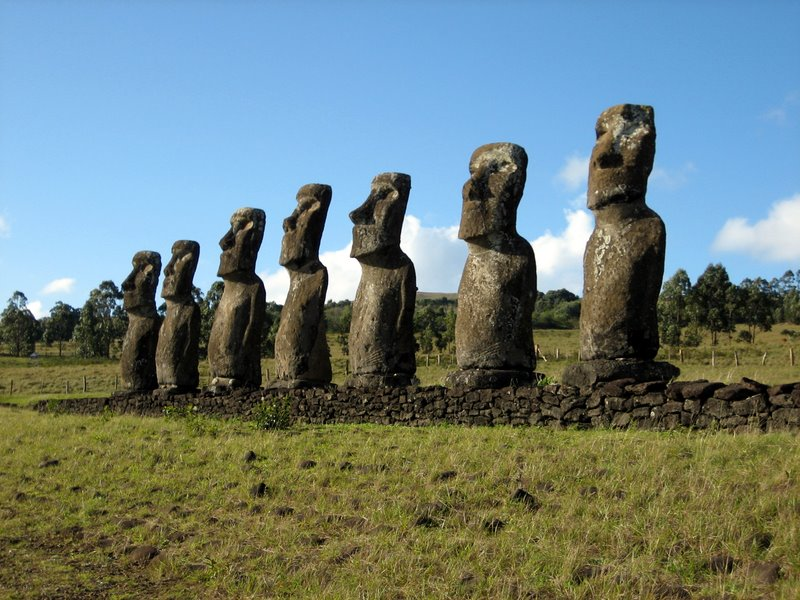
Ahu Akivi, unul dintre rarele ahu din interior, care susține singurii moai care privesc spre ocean

Doar un sfert dintre aceste statui au fost instalate la locurile lor în vreme ce aproape jumătate dintre ele zac în cariera de la Rano Raraku. Restul de aproximativ un sfert se află risipite prin toată insula, probabil abandonate în drumul lor spre locul de amplasament. Cel mai mare moai urcat pe platforma sa este „Paro” și cântărește 82 de tone și are 9,8 metri înălțime. Mai există câteva statui similare ca dimensiuni și greutate pe coastele sudice și nordice ale insulei. Încă nu este cunoscut cum au fost deplasate statuile. Unii au sugerat că transportul acestora a necesitat un miro manga erua, adică un fel de sanie în formă de Y, trasă cu ajutorul unor funii făcute din scoarța dură a arborelui hau-hau (triumfetta semitriloba) care erau legate în jurul gâtului statuii. Pentru deplasarea în acest mod erau necesari între 180 și 250 de oameni, în funcție de mărimea statuii. 50 dintre statui au fost reînălțate în epoca modernă. Primul moai care a fost reînălțat a fost Ahu Ature Huke, la plaja Anakena în 1958, în timpul expediției lui Thor Heyerdahl. Pentru aceasta s-au folosit metode tradiționale.

#### Ahu
Ahu sunt platforme de piatră și care diferă semnificativ de la un loc la altul. Multe dintre ele au fost renovate în timpul sau după epoca „huri mo'ai” sau epoca „răsturnării statuilor”. Altele au devenit osuare. O platformă a fost dinamitată iar Ahu Tongariki a fost măturată de către un tsunami. Din cele 313 ahu cunoscute, 125 poartă moai, de obicei câte o singură statuie, probabil din pricina perioadei scurte în care au fost sculptate statuile precum și din pricina dificultăților de transport a acestora. Ahu Tongariki, la un kilometru de Rano Raraku are cele mai multe și mai înalte statui: un total de 15 moai. Alte platforme notabile cu moai sunt: Ahu Akivi, restaurată în 1960 de către William Mulloy, Nau Nau de la Anakena și Tahai. Este posibil ca unele statui să fi fost făcute la început din lemn, dar acum sunt pierdute pentru totdeauna.
Elementele clasice de design ale uunei platforme ahu sunt:
- Un zid de reținere în partea din spate și înalt de câțiva metri, dispus de obicei în partea dinspre mare
- Un zid frontal realizat din plăci rectangulare din bazalt denumite paenga
- O bandă orizontală făcută din zgură roșie pe partea frontală
- O rampă în partea dinspre interiorul insulei
- Un aliniament de pietre înaintea rampei
- Un pavaj în fața platformei deumit marae

Pe multe dintre platforme se pot găsi:
- Moai privind spre interiorul insulei
- Pukao sau Hau Hiti Rau pe capetele statuilor (pe platformele construite după 1300)
- Unele statui pot avea ochi. Albul ochilor este realizat din coral iar irisul din obsidian sau tuf.

Cel mai mare ahu are 220 de metri și poartă 15 statui dintre care unele au 9 metri înălțime. Construirea unei platforme ahu se realiza cu materiale de la fața locului, excepție făcând resturile altor moai care puteau fi folosite la platformă. Deși pietrele din care era construită platforma erau mai mici decât statuile, realizarea integrală a plarformei necesita un volum considerabil de muncă.
În general ahu sunt răspândite în lungul coastelor în mod oarecum uniform, mai rar pe pantele Muntelui Tereveka și la Rano Kau sau Poike. De altfel acestea sunt zonele aflate la cea mai mare distanță de Rano Raraku. Există relatări de pe la 1880 despre o platformă ahu cu câțiva moai pe stâncile de la Rano Kau, dar aceasta s-a prăbușit în 1914, în timpul expediției Routledge.

#### Buricul lumii

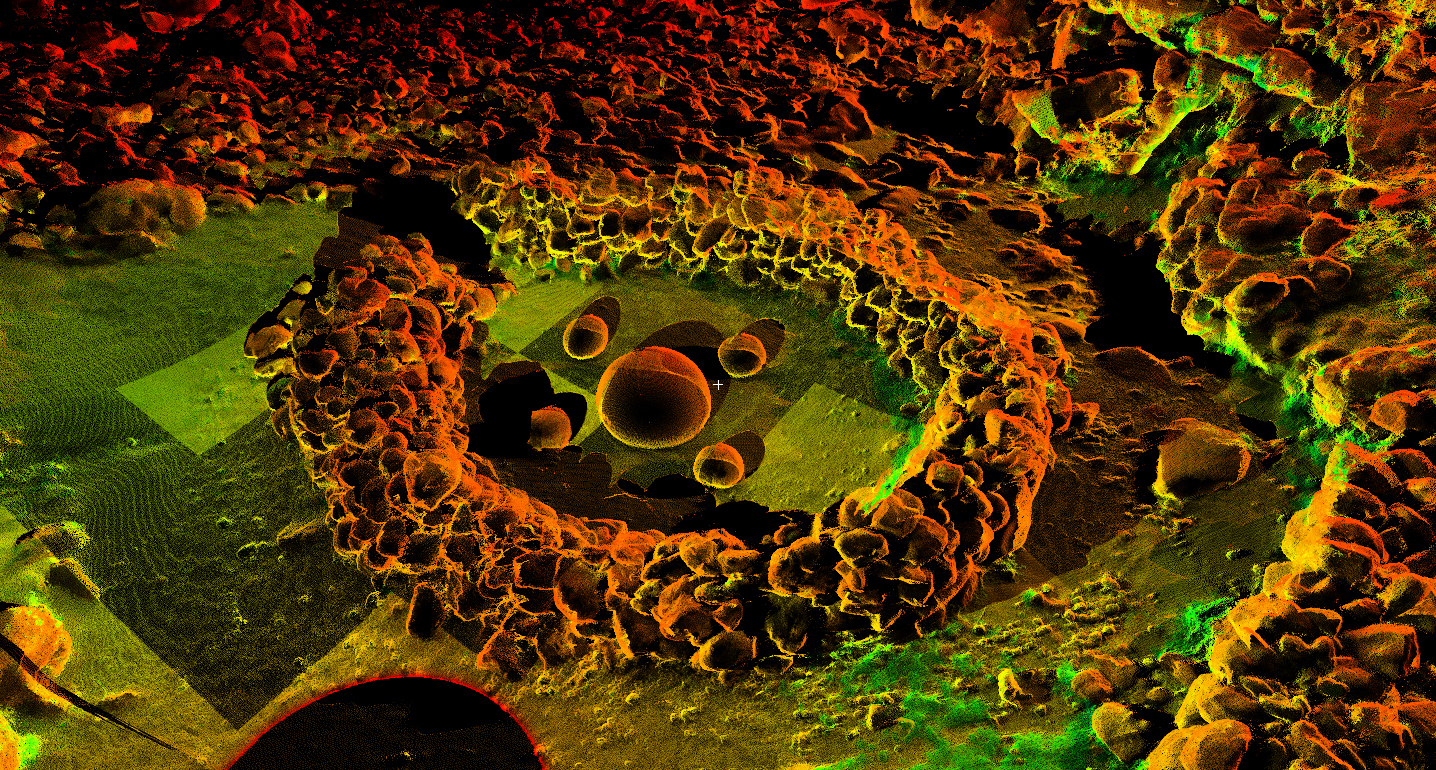
O imagine a „Buricului lumii” realizată cu un scanner laser 3D

Există un „Buric al Lumii” din piatră străjuind Ahu Te Pito Kura, lângă Anakena, și care are în centru un bolovan rotund, erodat de ape, similar celor din Noua Zeelandă. Pascuanii de astăzi spun că piatra rotundă a fost adusă de către Hotu Matu'a din țara sa de baștină. Totuși, geologii sunt de părere că piatra are o origine locală, ceea ce coincide cu vechile tradiții orale care povestesc cum aceasta a fost descoperite de către clanul care a ocupat Vinapu și a fost folosită pentru a delimita pământurile clanului. Apoi piatra a fost pierdută în favoarea clanului Miru din alinața Nordică a clanurilor, care a dus piatra la Te Pito Kura ca trofeu de război. Faptul că piatra este șlefuită natural arată că este încărcată cu „mana” și poate fi asimilată unui talisman uriaș. Asemeni multor pietre descoperite pe coasta de la Vinapu, polaritatea magnetică a pietrei este neregulată.

#### Zidurile de piatră
Un exemplu potrivit de construcție din piatră îl reprezintă zidul din spatele platformei Ahu Vinapu. Realizat fără mortar, din îmbinarea precisă a unor pietre din bazalt, unele de șapte tone. Construcția zidului are unele asemănări cu zidurile din piatră incașe 

#### Casele din piatră

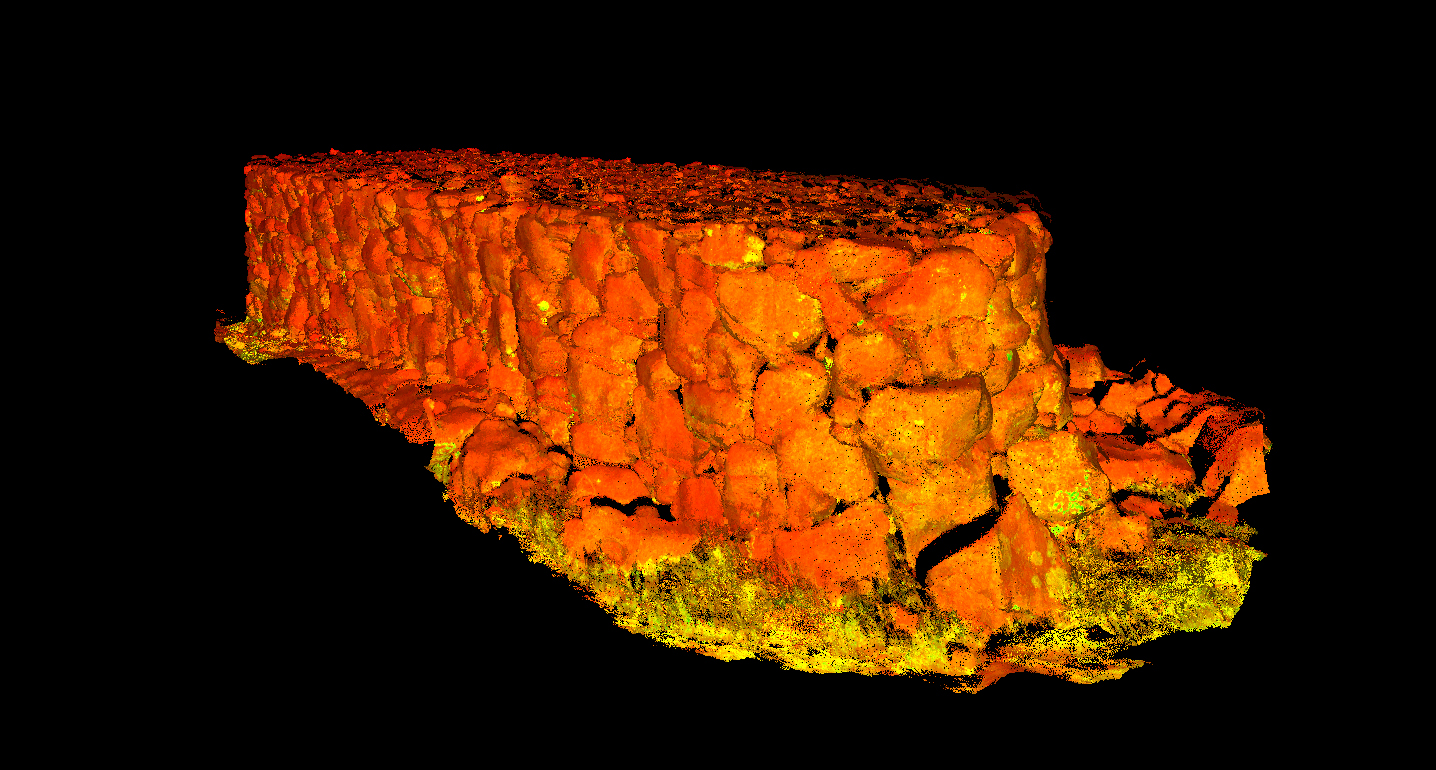
Hare Moa, un coteț de păsări, imagine obținută prin scanare cu un laser 3D

În trecut erau doar două tipuri de case: Hare Paenga, o casă cu o fundație eliptică realizată din plăci de bazalt și cu structura din lemn și hare oka, o casă rotundă din piatră. Mai există și alte structuri din piatră denumite Tupa și care seamănă cu Hare Oka cu diferența că acestea sunt locuite de către preoții astronomi și sunt ridicate în anumite locuri de pe coastă de unde se poate observa în cele mai bune condiții mișcările astrelor. În interiorul așezărilor se mai pot întâlni Hare Moa (coteț), structuri alungite din piatră și care serveau la adăpostirea păsărilor domestice pe timpul nopții. Casele din satul Orongo (sat de ceremonii) sunt unice prin aceea căau forma unei Hare Paenga dar sunt construite în întregime din plăci de bazalt descoperite în craterul Rano Kao. Intrările în toate aceste case sunt foarte joase, accesul înauntru sau ieșirea din ele făcându-se târâș.
Dacă la început pascuanii își trimiteau morții în largul mării cu ajutorul unor mici ambarcațiuni, mai târziu ritualurile funerare au început să constea în arderea morților în peșterile secrete. În timpul tulburărilor de la sfârșitul secolului XVIII, nativii au început să-și îngroape morții. În timpul epidemiilor mormintele comune au fost marcate cu structuri piramidale din piatră.

#### Petroglifele
Petroglifele sunt imagini sculptate în piatră. Insula Paștelui deține una dintre cele mai bogate colecții de petroglife din toată Polinezia. Sunt catalogate peste 1000 de situri care conțin peste 4000 de petroglife. Imaginile inscripționate în piatră au o mare varietate de sensuri: totemuri, marcaje de teritorii, înregisztrarea unor evenimente sau în memoria unui personaj important. Sunt variații distincte în lungul insulei în frecvența unor anumite teme folosite în realizarea petroglifelor, cu o concentrație mai mare de Oameni Pasăre la Orongo.
Petroglifele sunt răspândite, de asemenea, în Insulele Marchize.

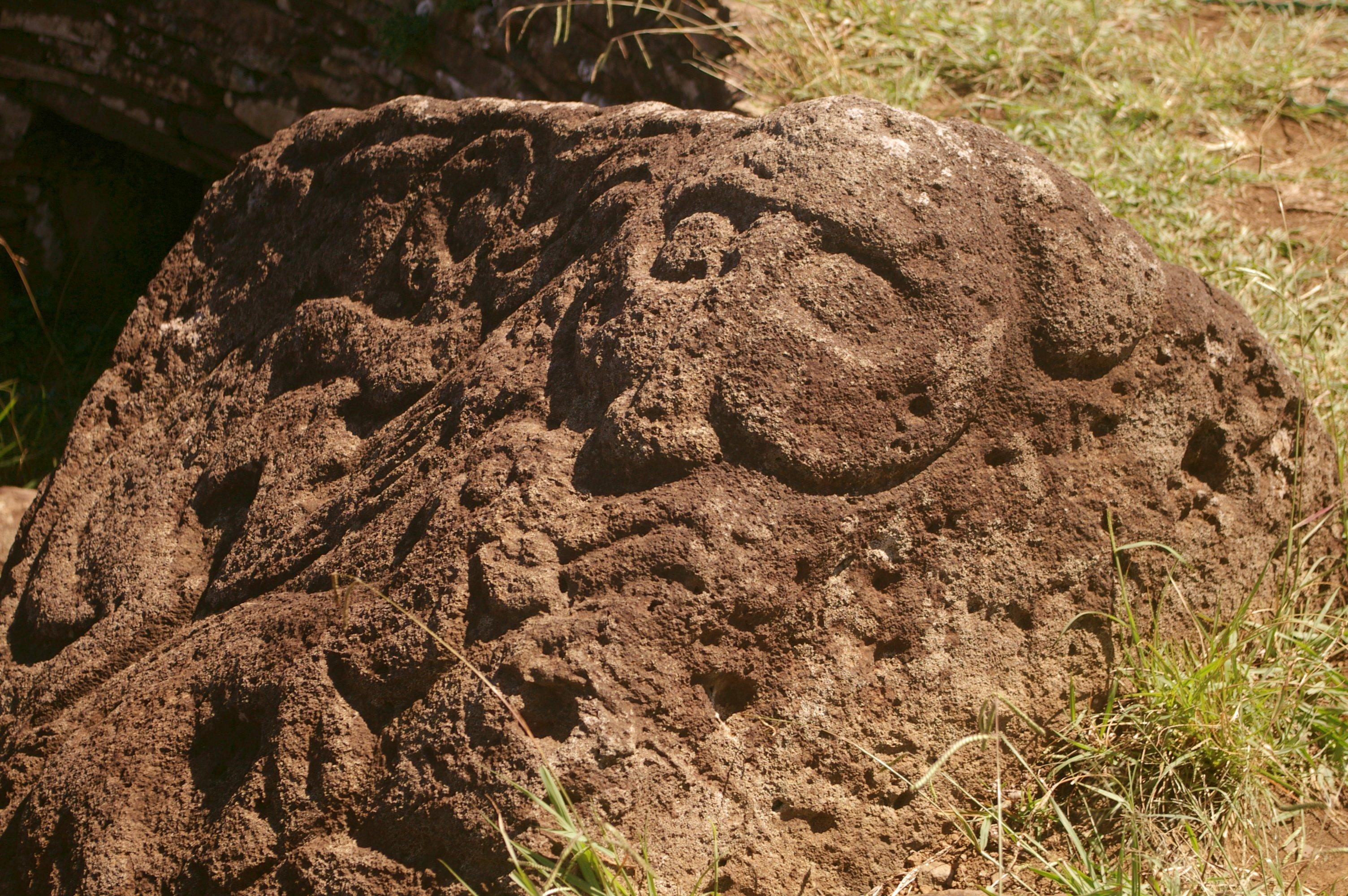
Makemake cu doi Tangata Manu (oameni pasăre), sculptați în tuf roșu
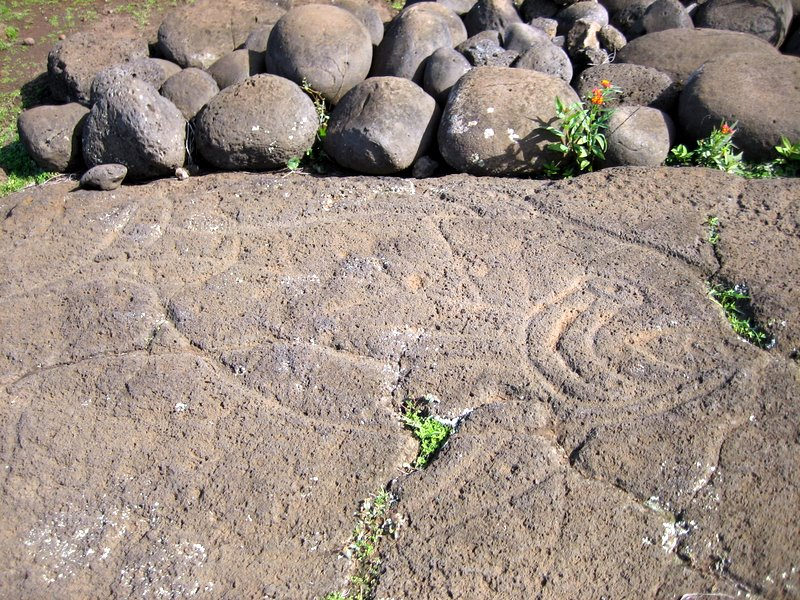
Petroglifă în formă de pește de la Ahu Tongariki
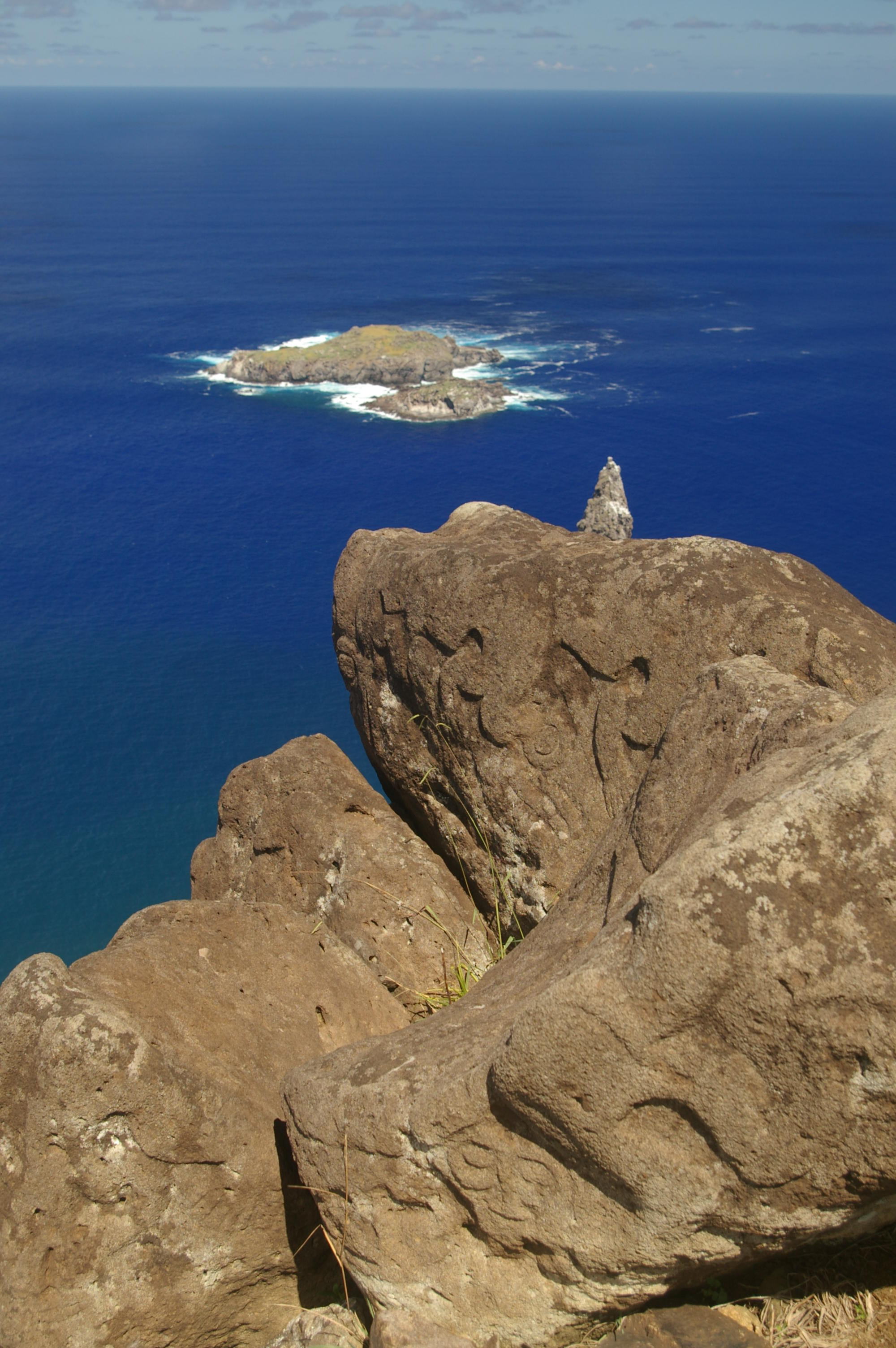
Petroglifă din bazalt de la Orongo. Un Makemake la bază și doiTangata Manu deasupra

#### Peșterile
Insula împreună cu Motu Nui este plină de peșteri, multe dintre ele prezentând urme de activități umane, unele dintre ele servind ca fortificații. Multe dintre peșterile din Insula Paștelui apar în miturile și legendele locale.

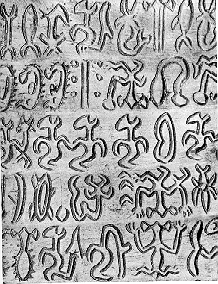
Sample of rongorongo

### Rongorongo
Nu este clar dacă scrierea rongorongo a fost creată fără nici o influență exterioară „ex nihilo” sau în urma contactelor cu europenii. Pe de altă parte, contactul sumar cu scrierea europeană în timpul vizitei spaniole din 1770 ar fi putut inspira clasa conducătoare să creeze rongorongo ca pe o unealtă religioasă. Rongorongo are puține similarități cu petroglifele și nu există nici un singur rând rongorongo sculptat în piatră în pofida a mii de petroglife existente.
Rongorongo a fost semnalată pentru prima dată în 1864 de către misionarul francez Eugène Eyraud. La acea vreme mai existau câțiva insulari care pretindeau că știu să descifreze cpnținutul inscripțiilor, dar orice încercare în acest sens a eșuat în cele din urmă. Conform tradiției, doar o mică parte din populație a fost alfabetizată în decursul timpului, rongorongo fiind privilegiul preoțimii și claselor conducătoare. Acest lucru a dus la pierderea totală a cunoștințelor legate de scrierea rongorongo în urma raidurilor vânătorilor de sclavi din anii 60 ai secolului XIX atunci când elita insulei a fost decimată precum și în urma epidemiilor care au redus populația insulei în câteva rânduri.
Din cele câteva sute de obiecte (majoritatea tăblițe din lemn, dar și câteva obiecte din piatră sau statuete) despre care se știa că au fost inscripționate, doar 28 au supraviețuit până în zilele noastre, multe împrăștiate prin muzeele lumii și foarte puține rămânând chiar pe insulă. Numeroasele încercări de descifrare au dat greș rând pe rând. Singurul lucru legat de scrierea rongorongo acceptat de comunitatea științifică este acela că scrierea este de tip pictografic și citește de la stânga la dreapta și de la dreapta la stânga (boustrophedon).

### Sculptura în lemn
Lemnul a fost rar în insulă între secolele XVIII și XIX, dar au fost descoperite numeroase sculpturi în lemn și care se regăsesc în zilele noastre în diferite muzee ale lumii. Cele mai cunoscute sunt:
- Reimiro, un ornament pectoral.[39] același model apare și pe drapelul Insulei Paștelui. Două Rei Miru cu inscripții rongorongo sunt la British Museum.
- Moko Miro, un bărbat cu cap de șopârlă.
- Moai kavakava, figuri umane grotești, bogate în detalii, sculpate în lemn de toromiră. Acestea sunt reprezentări ale înaintașilor morți
- Ao, o pagaie dublă, folosită la dans.

### Cultura contemporană
Insula Paștelui are:

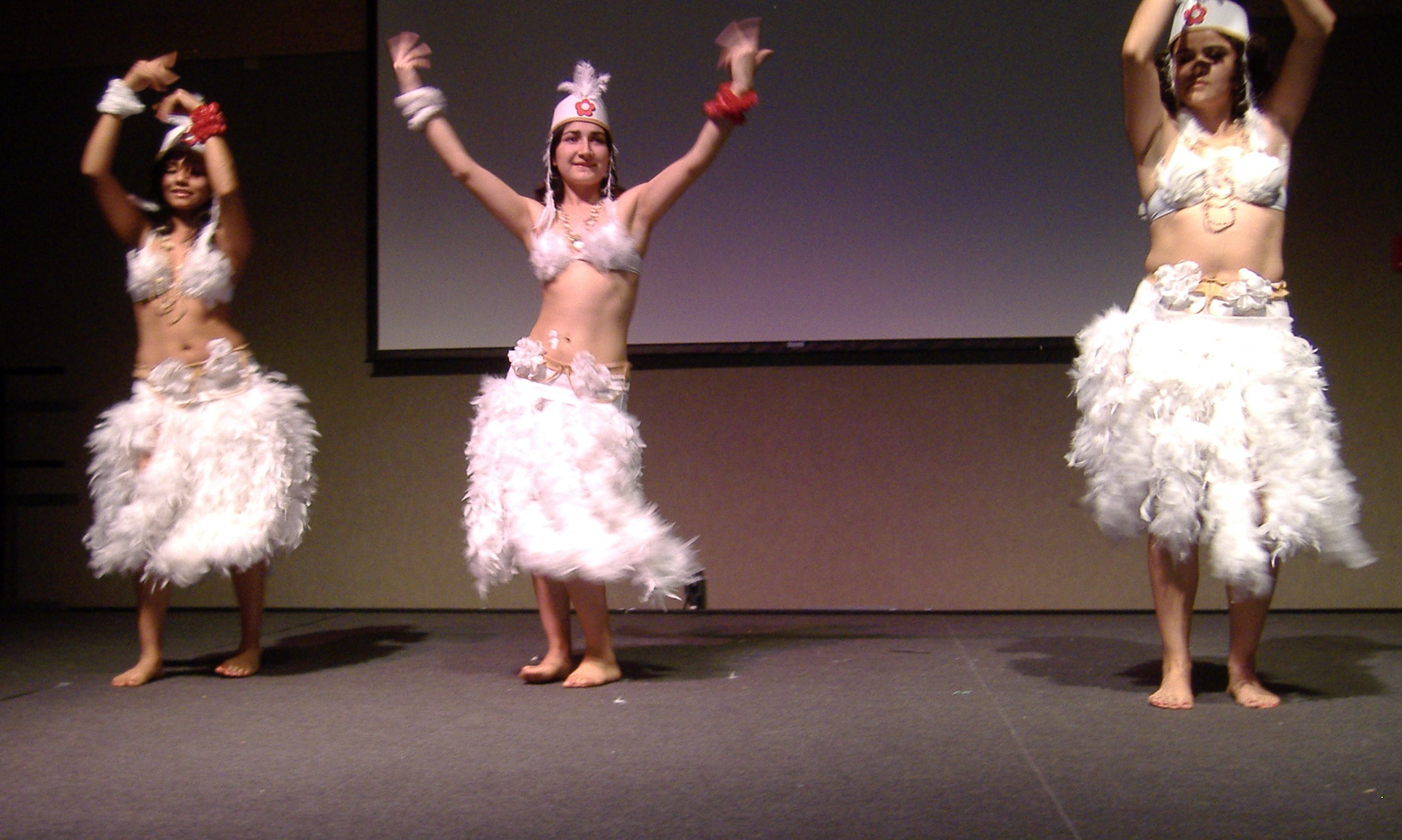
Dansatoare cu costume din pene într-un spectacol pentru turiști

- Un festival cultural anual denumit Tapati și care se ține din anul 1975 la fiecare început de februarie. Acest festival celebrează cultura nativă.
- O echipă de fotbal – CF Rapa Nui
- Trei discoteci în orașul Hanga Roa
- O tradiție muzicală care combină influențele sud-americane cu cele polineziene.
- O tradiție puternică în sculptură

## Demografia

### Recensământul din 2002
Populația, conform recensământului din 2002 avea următoarea structură:
Total: 3791 locuitori .
60% Rapa Nui, 39% Chilieni, 1% Amerindieni din Chile. Densitatea populației este de 23 de locuitori pe km². Insula Paștelui încearcă în prezent să restricționeze imigrația chilienilor, ceea ce va necesita o viitoare modificare a constituției statului Chile.

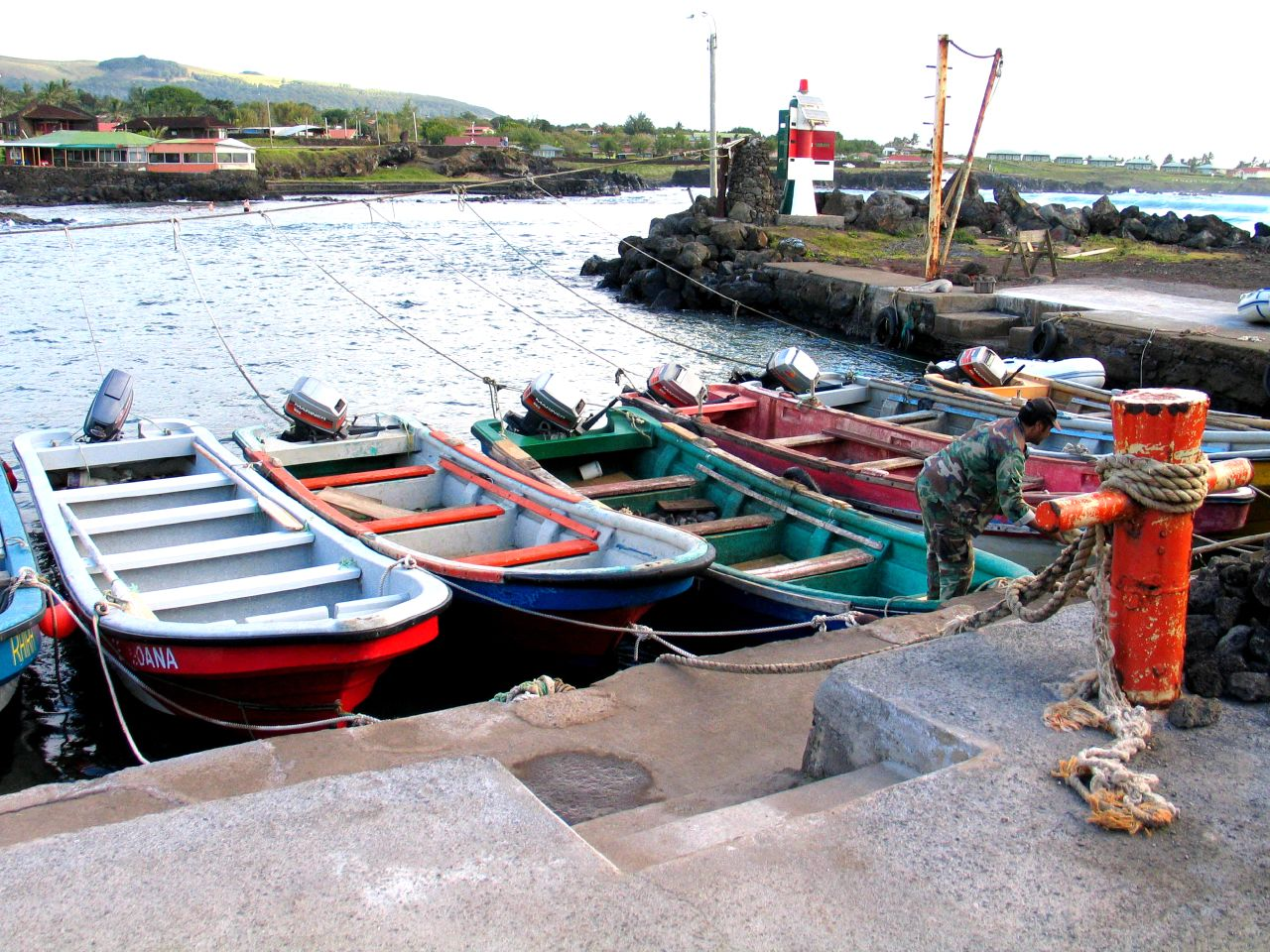
Bărci de pescuit în Insula Paștelui

### Istoria demografică
La recensământul din 1982 populația insulei era de 1936 de locuitori. Creșterea populației observată la ultimul recensământ se datorează imigrației de pe continent, în special chilieni. Cuplurile mixte sunt foarte răspândite. În 1982, circa 70% din populație era Rapa Nui. Este extrem de greu să se determine cu precizie numărul maxim de locuitori în vechime. Unele surse avansează cifra de 7000 de locuitori pe când altele chiar 17000. Cel mai scăzut nivel al populației a fost în 1877 când pe insulă mai locuiau doar 111 oameni. Dintre aceștia doar 36 au avut descendenți din care se trag ceilalți locuitori Rapa Nui din zilele noastre.

## Administrația și statutul legal
Insula Paștelui, împreună cu insula Juan Fernandez, deține statutul constituțional de „teritoriu special” al statului Chile. Acest statut a fost atribuit în anul 2007.

### Autorități
- Guvernatorul provinciei: Pedro Pablo Edmunds Paoa din 2010. Numit de către Președintele Republicii
- Primarul din Hanga Roa: Luz Zasso Paoa (Partidul Creștin Democrat din Chile) ales direct pentru un mandat de patru ani (2008-2012).
- Consiliul Municipal, ales direct pentru un mandat de patru ani (2008-2012)
  - Marta Raquel Hotus Tuki (Partidul Creștin Democrat din Chile)
  - Ximena Trengove Vallejos (Partidul Creștin Democrat din Chile)
  - Julio Araki Tepano (Uniunea Democrată Independentă)
  - Eliana Amelia Olivares San Juan (Uniunea Democrată Independentă)
  - Alberto Hotus Chávez (Partidul pentru Democrație)
  - Marcelo Pont Hill (Partidul pentru Democrație)

## Figuri notabile
- Hotu Matua – fondatorul legendar
- Șeful suprem Nga'ara – unul dintre ultimii ariki
- Sebastian Englert – misionar și etnolog
- William Mulloy – arheolog
- Sergio Rapu Haoa – fost guvernator
- Pedro Pablo Edmunds Paoa – actualul guvernator
- Melania Carolina Hotu Hey – fost guvernator
- Juan Edmunds Rapahango – fost primar